# مخ
المخ (باللاتينية: Cerebrum) أو الدماغ الانتهائي (باللاتينية: Telencephalon) هو القسم الأكبر، والأهم، في الجهاز العصبي، المركزي، حيث يتشكل من نصفي كرة، مخيتين منفصلتين، يرتبطان بجسر عصبي (حزمة عريضة من الألياف العصبية البيضاء) تجتمع هذه الحزم على شكل جسم، يسمى الجسم الثفني. ويهتم المخ بشكل عام، بالوظائف الإدراكية، والحسية، والعقلية، ووظائف اللغة.
لا يتعدى وزن المخ في المتوسط 0.9 من كتلة الدماغ البالغة 1400 جرام في الإنسان البالغ، أما عند الولادة يكون حوالي 350 جرام، ويعني ذلك أنه يشكل حوالي 2% من الوزن الإجمالي، لجسم الإنسان باكمله، ورغم ذلك فإنه نظراً لأهمية وطبيعة وظائفه يحصل على أكثر من 15% من غذاء الإنسان عن طريق الدورة الدموية ونظراً لأهمية المخ الخاصة أيضاً فإن حمايته من المؤثرات الخارجية مكفولة بنظام قوي، فهو محاط بعظام الجمجمة الصلبة، أما باقي الجهاز العصبي المركزي وهو النخاع الشوكي فإن حمايته تكفلها عظام العمود الفقري التي تحيط به، ويبلغ حجم الجمجمة للإنسان 1500 سم3 تقريباً، ويوجد بداخلها المخ يحيط به السائل المخي وكميته حوالي 150 سم3، ويتكون المخ بصفة رئيسية من نصفي كرة، والجزء الأهم هو القشرة أو الطبقة السطحية لنصفي الكرة حيث يتوقف على مكوناتها من الخلايا كياننا كآدميين نعقل ونفكر ونتحكم، ورغم أن حجم المخ صغير نسبياً فإن الكثير من التلافيف تزيد من مساحة سطح المخ والقشرة التي ذكرناها لتصل إلى مساحة 1600 مم2 مع أن سمكها لا يزيد عن 2.5 مم.

## البنية
المخ هو الجزء الأكبر من الدماغ. اعتمادًا على توضع الحيوان، يقع المخ إما أمام جذع الدماغ أو فوقه. لدى البشر، يعد المخ أكبر الأقسام الخمسة الرئيسية للدماغ وأكثرها تطورًا.
يتكون المخ من نصفي الكرة المخية والقشرة المخية (الطبقات الخارجية للمادة الرمادية)، والمناطق الأساسية للمادة البيضاء. تشمل البنى تحت القشرية الحُصين (قرن آمون) والعقد القاعدية والبصلة الشمية. يتكون المخ من نصفي كرة مخية على شكل الحرف سي، يفصل بينهما شق عميق يسمى الشق الطولي.

### القشرة المخية
توجد القشرة المخية، وهي الطبقة الخارجية من المادة الرمادية للمخ، فقط لدى الثدييات. في الثدييات العليا، بما في ذلك البشر، ينثني سطح القشرة المخية لتكوين التلافيف والأتلام التي تزيد من مساحة السطح.
تنقسم القشرة المخية عمومًا إلى أربعة فصوص: الجبهي والجداري والقذالي والصدغي. تُصنف الفصوص بناءً على العظام القحفية العصبية الكامنة أسفلها.

### نصفي الكرة المخية
ينقسم المخ بواسطة الشق الطولي الإنسي إلى نصفي الكرة المخية، الأيمن والأيسر. يتم تنظيم المخ بشكل مقابل، أي أن نصف الكرة المخية الأيمن يتحكم ويعالج الإشارات من الجانب الأيسر من الجسم، بينما يتحكم نصف الكرة المخية الأيسر ويعالج الإشارات من الجانب الأيمن من الجسم. يوجد تناظر ثنائي قوي ولكن غير كامل بين نصفي الكرة المخية. يشير تفارق وظائف الدماغ إلى الاختلافات المعروفة والمحتملة بين النصفين.

## التطور
في جنين الفقاريات النامي، ينقسم الأنبوب العصبي إلى أربعة أقسام غير منفصلة، تتطور بعد ذلك إلى مناطق متميزة من الجهاز العصبي المركزي؛ هي الدماغ الأمامي (الدماغ المقدم) والدماغ المتوسط والدماغ الخلفي (الدماغ المؤخر) والنخاع الشوكي. يتطور الدماغ الأمامي إلى الدماغ الانتهائي والدماغ البيني. يولد الدماغ الانتهائي الظهري اللحاء الدماغي (القشرة المخية في الثدييات والزواحف) ويولّد الدماغ الانتهائي البطني العقد القاعدية. يتطور الدماغ البيني إلى المهاد والوطاء (تحت المهاد)، بالإضافة إلى الحويصلات البصرية (التي تشكل شبكية العين في النهاية). بعد ذلك، يشكل الدماغ الانتهائي الظهري حويصلتين جانبيتين مفصولتين بخط الوسط، وتتطوران إلى نصفي الكرة المخية الأيمن والأيسر. تمتلك الطيور والأسماك دماغ انتهائي ظهري، مثل جميع الفقاريات، ولكنه لا يحتوي على طبقات عمومًا، فلا يعتبر قشرة مخية. فقط البنى الخلوية ذات الطبقات يمكن اعتبارها قشرة.

## الوظائف
ملاحظة: نظرًا لأن المخ يعتبر قسم كبير يحوي العديد من التقسيمات والمناطق الفرعية، يجب الإشارة إلى أن هذا القسم يسرد الوظائف التي يؤديها المخ ككل. يعد المخ جزءًا رئيسيًا من الدماغ، إذ يتحكم في العواطف والسمع والرؤية والشخصية وغير ذلك. يتحكم في كل الوظائف الطوعية بكامل الدقة.
ترسل العصبونات الحركية العلوية في القشرة الحركية الأولية محاورها إلى جذع الدماغ والنخاع الشوكي لتتشابك مع العصبونات الحركية السفلية، التي تعصّب العضلات. يمكن أن تؤدي أذيات المناطق الحركية في القشرة المخية إلى أنواع معينة من أمراض العصبونات المحركة. ينتج عن هذا النوع من الضرر فقدان القوة العضلية وضعف في الدقة دون حدوث شلل تام.
يعمل المخ كمركز للإدراك الحسي والذاكرة والأفكار والأحكام؛ يعمل أيضًا كمركز للأنشطة الحركية الطوعية.

### المعالجة الحسية
تستقبل المناطق الحسية الأولية للقشرة الدماغية المعلومات البصرية والسمعية والحسية الجسدية والتذوقية والشمية وتعالجها. تعمل مناطق الدماغ هذه بالتعاون مع المناطق القشرية المرتبطة على تجميع المعلومات الحسية وتشكل تصورات الأفراد للعالم.

### الشم
تشغل البصلة الشمية، المسؤولة عن حاسة الشم، مساحة كبيرة من المخ لدى معظم الفقاريات. مع ذلك، يكون هذا الجزء من الدماغ عند البشر أصغر بكثير ويقع تحت الفص الجبهي. يعد النظام الحسي الشمي فريد من نوعه لأن العصبونات في البصلة الشمية ترسل محاورها مباشرةً إلى القشرة الشمية، بدلًا من إرسالها إلى المهاد أولًا. ينتج عن تلف البصلة الشمية فقدان حاسة الشم.

### اللغة والتواصل
تُعزى قدرات النطق واللغة بشكل أساسي إلى أجزاء من القشرة المخية. تُنسب الأجزاء الحركية المرتبطة باللغة إلى منطقة بروكا ضمن الفص الجبهي. يُنسب فهم الكلام إلى منطقة فيرنيكه، عند تقاطع الفصين الصدغي والجداري. ترتبط هاتان المنطقتان ببعضهما البعض عبر مسلك كبير من المادة البيضاء، هو الحزمة المقوسة. ينتج عن الأضرار التي تلحق بمنطقة بروكا حبسة تعبيرية (حبسة فقد طلاقة) بينما تؤدي أذية منطقة فيرنيكه إلى حبسة استقبالية (وتسمى أيضًا حبسة الطلاقة).

## اقرأ أيضا
- إعادة تخطيط القشرة المخية
- الخريطة القشرية